# Düppeler Schanzen-Marsch
La Düppeler Schanzen-Marsch è una marcia militare dell'esercito prussiano. Fu composta nel 1864 dal compositore di musica militare Johann Gottfried Piefke, durante la seconda guerra dello Schleswig in occasione dell'assalto delle truppe prussiane a Dybbøl, in cui le truppe danesi si erano stabilite per la difesa.

## Leggenda
Il giorno dell'attacco, il 18 aprile 1864, Piefke fu incaricato di accompagnare l'assalto delle truppe prussiane con musica esultante in marcia. In questa occasione, la marcia fu eseguita per la prima volta. Secondo la leggenda mentre Piefke dirigeva l'orchestra, una palla di cannone gli strappò di mano il bastone, così continuò a condurre la marcia con la sua spada. Improvvisamente con l'impatto di una palla di cannone la melodia si fermò e quando gli ufficiali prussiani suonarono il fischio per dare il segnale di avanzamento alle truppe, la musica ricominciò.

## Curiosità
Il Düppeler Schanzen-Sturmmarsch o Düppeler Schanzen-Marsch compare nel film Stand I in dark midnight, che racconta la storia di un soldato solitario che segue il desiderio di ritornare a casa e rincontrare la sua famiglia. La melodia della marcia è presente come musica di sottofondo nel film Bismarck, il cancelliere di ferro di Wolfgang Liebeneiner (1940) prima e durante la scena in cui il Kaiser Guglielmo I parla al vecchio feldmaresciallo Friedrich von Wrangel dopo la celebrazione della vittoria dopo la seconda guerra dello Schleswig.